# سیاست انرژی

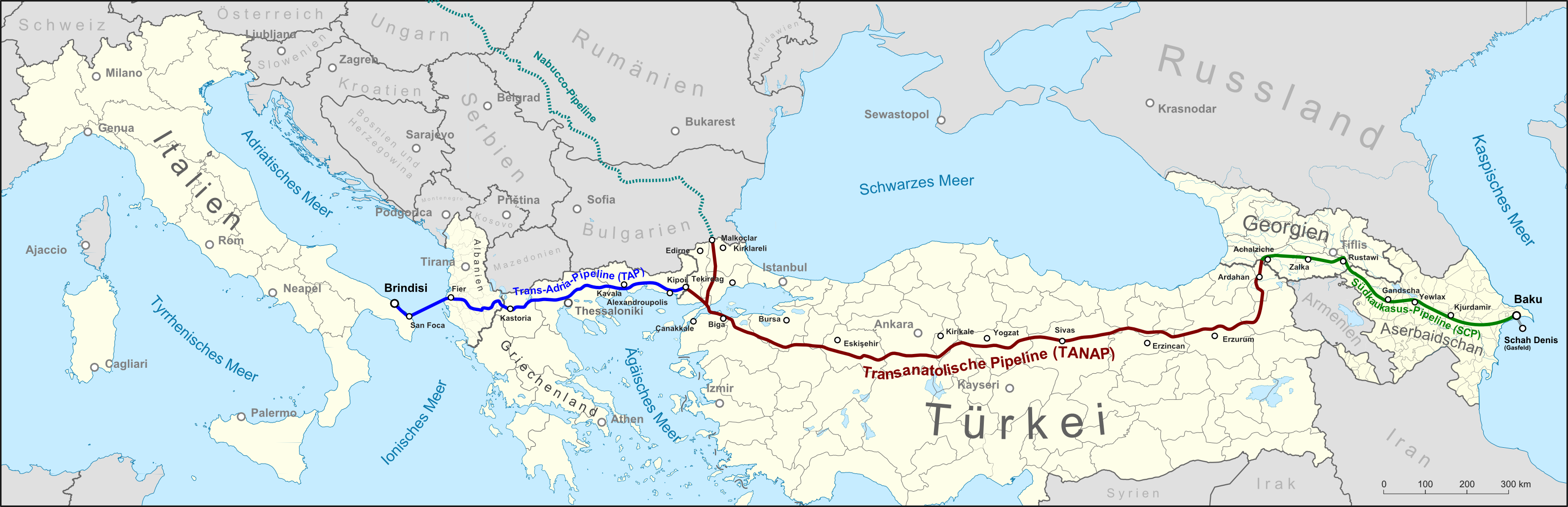
نمونه ای از تصمیمات مربوط سیاست انرژی: هدف از کریدور گاز جنوبی که میدان گازی غول پیکر شاه دنیز آذربایجان را به اروپا متصل می‌کند، کاهش وابستگی اروپا به گاز روسیه است.

سیاست انرژی به روشی گفته می‌شود که طی آن یک نهاد معین (اغلب دولتی) تصمیم می‌گیرد به مسائل مربوط به توسعه انرژی از جمله تبدیل انرژی، توزیع و استفاده و همچنین کاهش انتشار گازهای گلخانه‌ای به منظور کمک به کاهش تغییرات آب و هوایی رسیدگی کند. ویژگی‌های سیاست انرژی ممکن است شامل قوانین، معاهدات بین‌المللی، مشوق‌های سرمایه‌گذاری، دستورالعمل‌های حفظ انرژی، مالیات و سایر تکنیک‌های سیاست عمومی باشد. انرژی جزء اصلی اقتصادهای مدرن است. یک اقتصاد کارآمد نه تنها به نیروی کار و سرمایه، بلکه به انرژی نیز برای فرآیندهای تولید، حمل و نقل، ارتباطات، کشاورزی و غیره نیاز دارد. برنامه‌ریزی انرژی جزئی‌تر از سیاست انرژی است.
سیاست انرژی ارتباط نزدیکی با سیاست تغییر اقلیم دارد زیرا در کل جهان، بخش انرژی، گازهای گلخانه‌ای بیشتری نسبت به سایر بخش‌ها منتشر می‌کند.